# كلية الطب البيطري بجامعة كاليفورنيا ديفيس
كلية الطب البيطري بجامعة كاليفورنيا ديفيس (بالإنجليزية: UC Davis School of Veterinary Medicine)‏ تعد أكبر مدرسة بيطرية في الولايات المتحدة وهي حاليًا تحتل المرتبة الأولى بين المدارس البيطرية في الولايات المتحدة حسب تقرير أخبار الولايات المتحدة وخبر العالم . بالإضافة إلى أنها تحتل المرتبة الأولى في العالم وفقًا لتصنيف الجامعات العالمي QS لعامين متتاليين: 2015 و 2016. تأسست المدرسة في عام 1948 وهي المورد الصحي الأساسي لمختلف مجموعات الحيوانات في كاليفورنيا. تقع في الزاوية الجنوبية الغربية من الحرم الجامعي الرئيسي لجامعة كاليفورنيا، ديفيس. عميد الطب البيطري الحالي هو الدكتور مايكل لايرمور .
تركز المدرسة على طلاب برنامج دكتور الطب البيطري المحترف، وبرنامج ماجستير الطب البيطري الوقائي، وبرامج الإقامة السريرية للخريجين، وبرامج الماجستير والدكتوراه الأكاديمية. توفر كلية الطب البيطري برامج تعليمية وبحثية وخدمات سريرية وخدمة عامة للنهوض بصحة الحيوانات ورعايتها وصحة البيئة والصحة العامة .
تتعامل المدرسة مع صحة جميع الحيوانات، بما في ذلك الماشية والدواجن وحيوانات الرفقة وحيوانات البرية الأسيرة والحرة والحيوانات الغريبة والطيور والثدييات المائية والأسماك والحيوانات المستخدمة في البحوث البيولوجية والطبية. تشمل خبرة المدرسة أيضًا اهتمامات صحة الإنسان ذات الصلة ، مثل الصحة العامة ومفهوم صحة واحدة.
تدير المدرسة 28 برنامجًا بحثيًا وسريريًا ، بما في ذلك خدمات الإحالة السريرية؛ خدمات الاختبارات التشخيصية؛ اكمال التعليم؛ تمديد؛ والتواصل مع المجتمع.

## الأقسام
تتكون المدرسة من ستة أقسام أكاديمية مختلفة:
- علم التشريح وعلم وظائف الأعضاء وبيولوجيا الخلية
- العلوم البيولوجية الجزيئية
- الطب وعلم الأوبئة
- علم الأمراض وعلم الأحياء الدقيقة وعلم المناعة
- صحة السكان والتكاثر
- العلوم الجراحية والإشعاعية

تحولت المدرسة إلى منهج DVM (دكتور طب بيطري) جديد بدءًا من فصل 2015 وهو قيد التطوير لمدة 5 سنوات. في المنهج الجديد تكون 75 ٪ من المواد أساسية للمناهج التعليمية و 25 ٪ اختيارية. في السنة الأولى ، يكتسب الطلاب فهمًا قويًا للبنية الطبيعية والوظيفة وتوازن الحيوانات. يركز العام الثاني على الفيزيولوجيا المرضية وآليات أمراض الحيوانات. تهدف السنة الثالثة إلى تعليم مظاهر أمراض الحيوان بما في ذلك التاريخ والتشخيص والاستراتيجيات العلاجية والوقاية. السنة الرابعة هي العمل السريري ، الذي يتم تقسيمه إلى تسعة مسارات مختلفة قد يختار الطالب منها.
المسارات هي: مسار الخيول، مسار الخيولوالحيوانات الصغيرة، مسار تغذبة الحيوانات، مسار الغذاء والحيوانات الصغير، مسار الحيوانات الكبيرة، مسار الحيوانات المختلطة، مسار الحيوانات الصغيرة، مسار علم الحيوان والمسار الفردي. 

## مستشفى التعليم الطبى البيطرى
مستشفى ويليام ر. بريتشارد التعليمي الطبي البيطري (VMTH) في جامعة كاليفورنيا، ديفيس - وهي وحدة من كلية الطب البيطري مفتوحة للجمهور. يعالج أعضاء هيئة التدريس والأطباء المقيمين مع الطلاب الخاضعين للإشراف أكثر من 50000 حيوان سنويًا ، بدءًا من القطط والكلاب إلى الخيول والأبقار والأنواع الغريبة. تم افتتاح المستشفى الحالي إلى جانب خمسة مباني دعم في عام 1970. يوفر المستشفى فرص التدريب والخبرات السريرية للطلاب والمقيمين البيطريين بعد التخرج. يتم تدريب هؤلاء المقيمين تحت إشراف الكلية ليكونوا أخصائيين معتمدين من مجلس الإدارة في واحد من 34 مجال تخصص.

## برامج بارزة
كانت كلية الطب البيطري في طليعة البحث في استرجاع أغذية الحيوانات الأليفة لعام 2007 .  . تشمل مجالات البحث الأخرى الوذمة اللمفية التقدمية المزمنة في الخيول وأنفلونزا H1N1 .